# Ārpā Tappeh
Ārpā Tappeh (persiska: آرپا تَپِّهسی, آرپاتَپَّهسی, آرپا تپه, اَرپَتِپِ, مِسِه چای, Ārpā Tappehsī) är en ort i Iran.   Den ligger i provinsen Ardabil, i den nordvästra delen av landet, 400 km nordväst om huvudstaden Teheran. Ārpā Tappeh ligger 1 357 meter över havet och antalet invånare är 130.
Terrängen runt Ārpā Tappeh är varierad. Runt Ārpā Tappeh är det ganska tätbefolkat, med 139 invånare per kvadratkilometer. Närmaste större samhälle är Namīn, 5,2 km nordväst om Ārpā Tappeh. Trakten runt Ārpā Tappeh består till största delen av jordbruksmark.